# Melitaea moffartsi
Melitaea moffartsi är en fjärilsart som beskrevs av Lambert-Joseph-Louis Lambillion 1919. Melitaea moffartsi ingår i släktet Melitaea och familjen praktfjärilar. Inga underarter finns listade i Catalogue of Life.